# Pierre-George de Meulenaëre
Pierre-George de Meulenaere (° 1er avril 1751, Gand - ✝ 2 juin 1825, Château de Weldenne), est un homme politique belge du XIXe siècle.

## Biographie
Receveur des vingtièmes à Gand, membre de la chancellerie du Vieux-Bourg, répartiteur de la ville, De Meulenaere fut nommé, le 28 fructidor an XII, par le Sénat conservateur, député du département de l'Escaut au Corps législatif.
Il en fit partie jusqu'en 1814, ayant obtenu, le 18 février 1808, le renouvellement de son mandat.
Pierre-George de Meulenaëre fut créé, le 9 mars 1810, chevalier de l'Empire, et, le 3 août suivant, baron de l'Empire.

## Fonctions
- Receveur des vingtièmes à Gand ;
- Membre de la chancellerie du Vieux-Bourg ;
- Répartiteur de la ville de Gand ;
- Député du département de l'Escaut au Corps législatif (28 fructidor an XII, réélu le 18 février 1808 - 1814).

## Titres
- Chevalier de l'Empire (9 mars 1810), puis,
- Baron de l'Empire (lettres patentes du 3 août 1810, avec érection d'un majorat) : 
  - « Lettres patentes portant collation du titre de Baron à M. Pierre-George de Meulenaere, chevalier, député au Corps législatif, et établissement du majorat dont la dotation consiste dans le château de Meulenaere, ses parcs et dépendances ; vingt-deux pièces de terre et une en potager, contiguës ; une maison et son terrain, le tout de 14 hectares 88 ares 90 centiares ; trois pièces de bois en futaie de 235 ares 70 centiares ; trois parties de bois de loi ares 96 centiares ; 8 hectares 72 ares de terre et bois; une maison et son terrain appelés Verscher-Stuck ; une ferme et ses dépendances, le tout faisant un seul tenant, situé commune de Séeverghem, arrondissement de Gand, département de l'Escaut, tenant d'un bout à la chaussée, d'un côté à l'impétrant et à la rue de Champ, d'autre bout au chemin du Ponton, au nommé Vanhasper, à un ruisseau et un sentier, et d'autre côté, au nommé d'Houdt, à une rue, et aux nommés Vermeirs et Thieupont : lesquels biens produisent un revenu de six mille cinq cent soixante francs. Signées par sa Majesté l'Empereur et Roi, à Trianon, le 3 août 1810 ; et scellées, le Conseil du sceau tenant, le 10 du même mois[1]. »

## Armoiries
| Figure | Blasonnement |
|        | Armes du baron Pierre-George de Meulenaëre et de l'Empire (1810) De sable au chevron d'argent, accompagné en chef de deux poissons affrontés de même, et en pointe d'une coquille aussi d'argent ; au canton des Barons propriétaires brochant sur le tout au neuvième de l'écu., |